# Dicyrtoma rossi
Dicyrtoma rossi är en urinsektsart som först beskrevs av John L. Wray 1952.  Dicyrtoma rossi ingår i släktet Dicyrtoma och familjen Dicyrtomidae. Inga underarter finns listade i Catalogue of Life.